# Léon Bérardi
Pour les articles homonymes, voir Berardi.
Jean Baptiste Augustin Léon Bérardi, né le 22 novembre 1817 à Marseille et mort le 20 avril 1897 à Bruxelles, est un journaliste français qui a fait carrière à Bruxelles au XIXe siècle.

## Biographie
Fils d'un négociant marseillais, Léon Bérardi fait ses études au Lycée Thiers de Marseille, puis au Lycée Henri-IV à Paris. Il fut d'abord avocat à Paris. Il se tourna ensuite vers le théâtre et fut auteur de quelques pièces et de nouvelles sous le pseudonyme "Manethérel-Pharès" qui veut dire Mané-Thécel-Pharès («Mené, Teqel et Parsîn»en hébreu soit « compté, pesé, divisé »). Il a en particulier écrit "Le Papillon jaune et bleu", comédie-vaudeville en un acte, en 1844.
Il entre à L'Indépendance belge en 1846 et en devient le directeur dix ans plus tard en 1856. Il développe encore le réseau d'informateurs mis en place par son prédécesseur et entretient les meilleures relations avec un ensemble de politiques et diplomates belges et étrangers qui deviennent les meilleurs informateurs ce quotidien jusqu'en 1870. Avec sa femme Claire Pierard, il reçoit le Tout-Bruxelles dans son salon et une très importante correspondance venue de toute l'Europe, ce qui en fait "le journal le plus lu" dans les capitales.
L'Indépendance belge est le journal "qui possède le plus de lecteurs sur tous les points du globe", grâce "en partie à ces informations rapides et multipliées, à ces dépêches, à ces correspondances que L'Indépendance belge reçoit de chaque pays", écrit en 1864 Maurice Block, sous-chef du service de la statistique générale de France jusqu'en 1861, qui collabore à la Revue des Deux-Mondes, au Journal des économistes, à l'Économiste français, au Temps, au Journal des Débats  et "il combat tout ce qui, dans les traités de commerce, les lois, les règlements administratifs, retarde (...) l'application complète de la liberté". Bérardi a nommé Camille Berru est secrétaire de la rédaction. Son équipe inclut aussi Nestor Considérant et Paul Landoy pour la politique intérieure. Pour la politique extérieure, c'est Auguste Couvreur et F. Hanno. Il a près de 50 collaborateurs à l'étranger.
Les historiens disposent d'une importante collection est composée de lettres adressées à Léon Berardi par divers diplomates étrangers en poste à Bruxelles, hommes politiques, artistes et écrivains, en particulier pendant la Guerre de Sécession américaine, au cours de laquelle il reçoit de nombreuses missives d'outre-Atlantique et reçoit temporairement une somme d'argent pour publier le point de vue des belligérants du Nord. Cette correspondance est conservée à la Bibliothèque Universitaire Moretus Plantin de Namur.
Le ministre de l'Intérieur Victor de Persigny l'interdit plusieurs fois en France et dénonce le titre comme étant le principal journal d'opposition au Second Empire. Votre quotidien est "le journal de l'opposition" en France, celui que "toujours (...) on demande et lit dans les lieux publics" lui écrit Victor de Persigny.
En 1880, il publie à Bruxelles "Histoires d'il y a vingt ans", signé Mané-Thécel-Pharès, puis il abandonne la direction du journal à son fils Gaston Bérardi (1849-1926) en 1884. Unique détenteur des actions du journal, ce dernier en cède la propriété en 1898, un après la mort de son père, à un groupe de capitalistes franco-belges, qui « n'avait acquis le journal que pour en faire un instrument de propagande pacifiste », selon le directeur Gérard Harry, qui claque la porte et achète une des filiales, le Petit Bleu du matin.